# Picos (cuisine)
Pour les articles homonymes, voir Picos.
Les picos sont des petits pains croustillants typiques de la cuisine andalouse. Ce type de pain à la texture croustillante est souvent servi en accompagnement de certaines tapas au jambon, ainsi que d'autres charcuteries.

## Histoire
Il existe des preuves qu'ils ont été produits au milieu du XXe siècle à Jerez de la Frontera.

## Caractéristiques
Il s'agit de baguettes de pain dont la teneur en eau est faible à l'intérieur. De ce fait, la consistance dure de l'intérieur est très similaire à celle des biscottes (ou biscuit de mer). Cette absence d'humidité à l'intérieur leur permet de se conserver pendant de longues périodes. Les ingrédients sont la farine de blé, l'eau, la levure et le sel. De la graisse, généralement d'origine végétale, est habituellement ajoutée à la pâte. Certaines pâtes à picos contiennent une certaine quantité d'ail dans leur pâte.